# Роиская сотня
Роиская (Ройская) сотня (укр. Рої́ська (Ройська) сотня) — военно-административная единица Черниговского полка Гетманщины.

## История
Впервые Роиская сотня упоминается в универсале гетмана Ивана Выговского 24 февраля 1659 года.
Входила в состав Черниговского полка, центром было село Роище.
В 1782 году утратила административные функции, в 1784 г. была упразднена и как военная единица.

## Роиские сотники
- Рашенко Фома (февраль-декабрь 1659 г. — январь 1660 г.)
- Рашевский Иван (Малик) (1672—1676 г.г.)
- Грембецкий Николай (1677—1687 г.г.)
- Стефанович Пётр (сентябть 1693 г. — август 1699 г.-1716 г.)
- Бакуринский Яков (6 сентября 1716 г. — 13 апреля 1738 г.)
- Бакуринский Леонтий (13 апреля 1738 г. — 1760 г.)
- Нехаевский Иван (1760—1783 г.г.)